# 허영섭
허영섭(許永燮, 1941년 10월 9일 경기도 개풍군 출생 - 2009년 11월 15일)은 대한민국의 기업가, GC녹십자 회장, 공학자이다. 호는 목암(牧岩)이다.

## 학력
- 1960 경기고등학교
- 1964 서울대학교 공학사 (금속공학)
- 1968 독일 아헨 공과대학교 금속공학과 디플로마(금소공학)
- 1970 독일 아헨 공과대학교 박사과정 수료

## 주요경력
- 1970 GC녹십자 입사
- 1980 ~ 2009 GC녹십자 대표이사 사장, 회장
- 1987 ~ 1994 한국유전공학연구조합 이사장
- 1991 ~ 1997 한국생물산업협회 초대 이사장
- 1997 ~ 1999 한국제약바이오협회 회장
- 2000 한독상공회의소 이사
- 2001 전국경제인연합회 부회장
- 2003 제4대 한국산업기술진흥협회 회장
- 2007.05 제3대 한독상공회의소 이사장

## 생애 및 업적
GC녹십자의 사장 및 회장을 역임. 필수의약품 국산화를 이끌어낸 바이오제약 경영인
1964년 서울대학교 졸업후 독일 유학을 떠났는데, 병역을 마치기 위해 1970년 급히 귀국해 군수산업이자 선친이 주주로 참여하고 있던 극동제약(이듬해 녹십자로 상호 변경, 현재의 GC녹십자)에 입사했다. 공무부장, 관리부장, 기획실장을 거쳐 총무담당 상무, 전무이사를 역임한 후 1980년 대표이사 사장에 취임했다.
당시 많은 제약회사들은 해외 제약사의 약품을 복제해서 판매하는 데 주력했지만, ‘만들기는 힘들지만 반드시 필요한 필수의약품을 개발’하여 국민 보건 증진에 기여하고자 특수의약품 분야를 개척해나갔다. GC녹십자는 1983년 12년 연구 끝에 B형 간염 백신인 <헤파박스> 개발에 성공했으며, 이는 미국과 프랑스에 이어 세계에서 세 번째였다. 헤파박스로 인해 연간 매출이 두 배 이상 증가했으며, B형 간염 환자들은 수입가의 3분의 1에 해당되는 저렴한 값에 치료를 받을 수 있게 되었다. 그 덕분에 올림픽을 앞두고 있던 한국의 B형 간염보균율은 13%에서 선진국 수준(2~3%)으로 떨어졌다.
일본뇌염백신, DPT(디프테리아, 파상풍, 백일해) 백신을 개발했으며, 국내 최초이자 세계 여섯 번째로 혈액제제 공장을 건설했다. 1988년 유행성 출혈열 백신 <한타박스>를 개발했고, 1993년 세계에서 두 번째로 수두백신 개발에 성공했다. 또한 플라즈마네이트, 알부민 등 수입에 의존하던 필수 의약품을 국산화했으며, 고부가가치 의약품인 혈전 용해제 <유로키나제>를 개발하여 해외 수출도 본격화했다. 또한 세계에서 두 번째로 헌터증후군 치료제를 개발했으며, 최근 중국 희귀의약품전문기업에 그 기술을 수출했다.
2009년 전량 수입에 의존하던 계절독감백신을 자체 기술력으로 생산·공급했다. 인플루엔자 범유행(Pandemic)으로 인해 전세계가 패닉상태에 빠졌을 당시, 세계에서 여덟 번째로 백신을 개발하고 적시에 공급하여 인플루엔자 진정에 결정적인 역할을 했다. 특히, 세계적인 백신 공급 부족으로 인해 국제 백신 가격이 치솟아 수출을 통해 막대한 수익을 올릴 수 있었음에도 불구하고, 국내 우선 공급원칙을 지켜 국가 보건안보를 지켰다.
B형 간염백신으로 거둔 기업 이윤을 사회에 환원하는 의미에서 1984년 목암생명공학연구소(현재의 목암생명과학연구소)를 설립했다. 이 연구소는 대한민국 과학기술처의 승인을 받아 설립된 제1호 순수 민간연구법인으로, 유전공학 등 첨단 생명기술을 활용해 각종 질병의 예방과 진단 및 치료방법을 개발하고 있다.
1990년 열악한 환경에서 고통받는 혈우병 환자들을 위해 한국혈우재단을 설립했다. 이 혈우재단은 혈우병 환자들의 오랜 염원이었던 관절수술과 재활치료를 활성화시켰고, 환자의 경제적 부담을 경감시킴으로써 삶의 질 향상에 크게 기여했다. 또한 응고인자, 간염, 인간면역결핍바이러스(HIV) 등에 대한 정기 무료검사, 보인자 검사를 통해 혈우병 예방에도 큰 역할을 하고 있다.
2009년 68세로 타계했으며, 자신의 주식과 유산 3분의 2를 장학재단과 연구재단에 기부했고 동생 허동섭은  탤런트 길용우의 손위동서다.

## 상훈
- 1984 은탑산업훈장
- 1992 대한민국의 훈장 모란장
- 2000 인도네시아 정부 사트리아 바크티 수하다 카르티카상
- 2002 아헨 공대 명예 세너터[2]
- 2009 과학기술훈장 창조장

## 참고자료
대한민국 과학기술유공자 홈페이지 
B형 간염백신 등 필수의약품 개발에 앞장선 바이오제약 경영인 허영섭 회장 